# Cantant
Un cantant o cantaire és una persona que interpreta la part vocal d'una peça musical en el teatre o en concerts. La paraula cantant es fa servir per als artistes solistes, sigui de música clàssica o popular. En l'orgueneria, un cantant és qualsevol tub que sona en l'instrument en oposició de tubs que només són ornamentals.
En altres casos s'empren sobretot les denominacions de cantaire. Quan es tracta d'un jove que practica el cant en una escolania, es parla d'escolà o d'escolà de cant o de cor. El cantor, del seu costat és la persona que té l'ofici d'organitzar la part musical d'oficis religiosos, sobretot en l'àmbit luterà. Quan el cantant interpreta les cançons que ha escrit i compost es parla de cantautor.
Els cantants clàssics han de dominar una sèrie de tècniques, perquè solen cantar sense amplificació, ni altaveus, cosa que no es dona en el cas dels cantants pop. En l'òpera, l'opereta o els musicals a més de ser bons músics també han de ser bons actors.

## Les veus
Es pot dir que les veus humanes són inclassificables de forma rigorosa. En primer lloc es pot dir que cap cantant pot abastir tots els personatges existents, amb un mínim de solvència: es fa necessària una especialització.
La primera classificació que es fa és en veus d'home i de dona, encara que això no és tan senzill, ja que els registres més baixos de dona i els més aguts d'home sovint es poden intercanviar.
Les veus de dona es classifiquen habitualment en tres grans grups: la veu més aguda: soprano, una veu mitjana: la mezzosoprano i una més greu: contralt. Les veus d'home es classifiquen bàsicament, de més agut a més greu, en: tenor, baríton i baix. A part, el contratenor, que abasta un registre parcialment semblant al d'una contralt: la veu d'un home que intenta imitar les veus dels antics castrati i té un registre semblant al de les contralts. En general, a més, dins de cada registre s'acostumen a fer subdivisions segons l'equilibri entre greus i aguts de cada veu particular (per exemple: soprano lírica, soprano dramàtica, etc.)
Les veus més admirades pel públic són les agudes: la soprano, i el tenor, fins i tot arribant a la idolatria. Per al públic es veu com un miracle el fet d'emetre notes agudes, fora de l'abast de la resta dels humans. Aquestes notes encisen a la majoria dels aficionats, encara que els entesos en la matèria no sempre ho valoren d'aquesta manera.

## Evolució de les veus
La classificació de la veu és indicativa, certs cantants tenen un registre més ample, o de vegades amb l'edat, llur veu evoluciona. Alguns, no gaires, tenen veus amb moltes possibilitats: Maria Callas cantava com a soprano lírica, lleugera i soprano dramàtica, algunes vegades àdhuc com a mezzosoprano. Dietrich Fischer-Dieskau ha cantat durant la seva carrera com a baríton líric, dramàtic i, algunes vegades, com a baix.
Encara que en alguns casos (per exemple, Alfredo Kraus sempre va cantar com a tenor líric) evoluciona molt poc, i d'altres molt. Per regla general la veu, amb l'edat, evoluciona cap als papers més dramàtics, i amb una tessitura més greu. En el cas de Plácido Domingo va començar cantant com a baríton, però per molt poc temps, probablement per un error dels seus professors de cant. És el mateix cas de Carlo Bergonzi. Kirsten Flagstad començà cantant partitures completament líriques (Margerite a Faust) abans de fer-se famosa en tot el món com la millor soprano wagneriana del seu temps (Isolde, Brünnhilde, etc., i al final, també Fricka, una partitura per a mezzosoprano). Montserrat Caballé, en els primers anys, era una lírica pura, i va evolucionar cap a dramàtica; primerament cantà Liù de Turandot, a la maduresa feu la protagonista de l'òpera i a Donna Leonora de La forza del destino, fins i tot Gioconda.

## Discografia seleccionada
- Coloratura, manual sonoro de las voces de la ópera (Universal Music Spain, Madrid).